# Cléopâtre Montandon

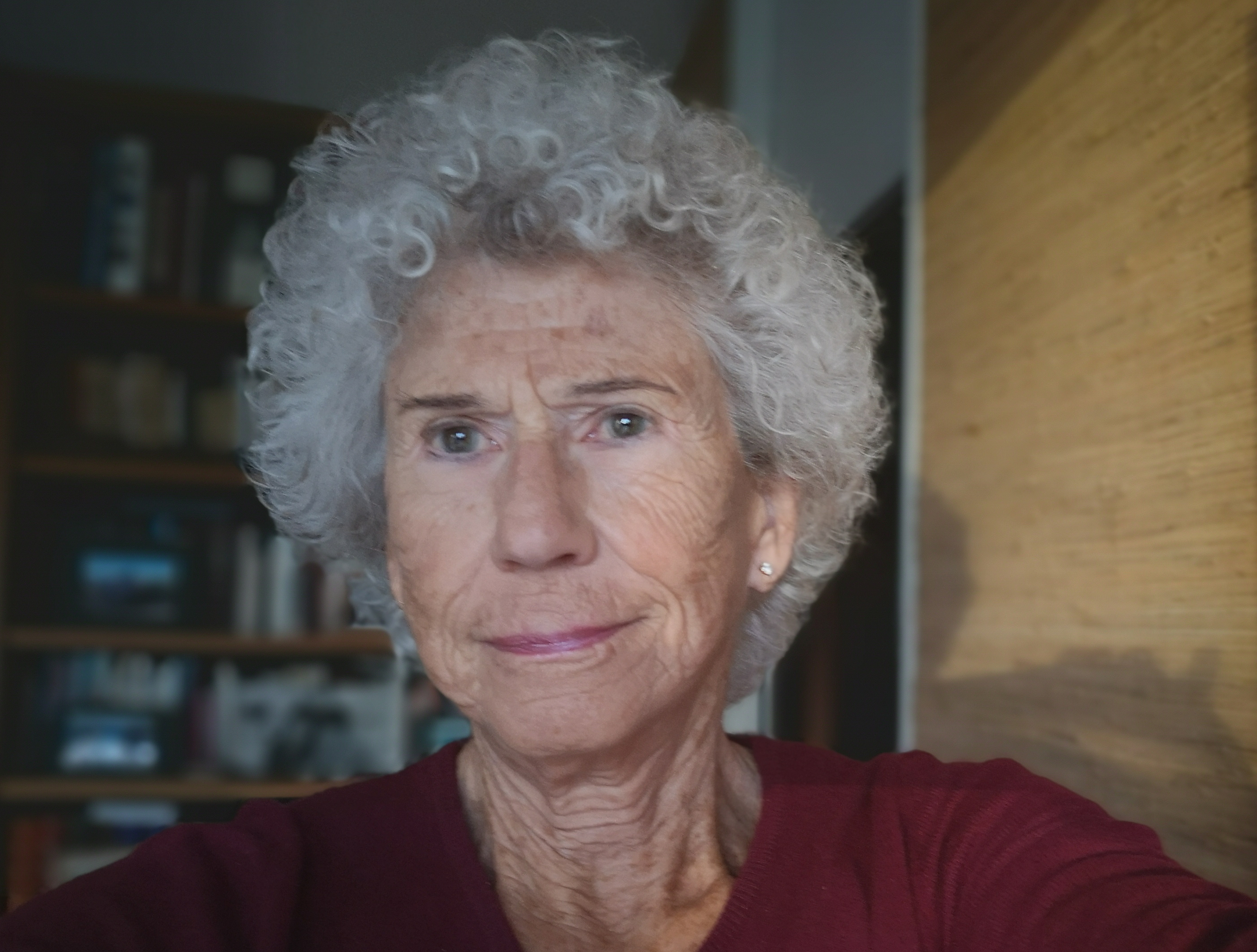

Cleopatra Montandon es una antropóloga y socióloga suiza de origen griego especializada en sociología de la educación.

## Biografía
Nacida en Atenas, Cleopatra Montandon estudió economía en la Universidad de Ginebra, sociología en la Universidad de Montreal y obtuvo un doctorado en antropología cultural en la Universidad de Columbia en  Nueva York. Su tesis (Premio H. E. Sigrist) se centró en el desarrollo de la ciencia en Ginebra en los siglos XVIII y XIX.
Participó en la Expedición Médica a Isla de Pascua (METEI). De vuelta en Ginebra, trabajó como colaboradora científica en el Departamento de Investigación Sociológica del Departamento de Instrucción Pública, realizando estudios sobre la socialización de los jóvenes y la sociología de la desviación, luego como investigadora en la Facultad de Medicina de la Universidad de Ginebra, realizando investigaciones sobre la experiencia psiquiátrica en asuntos penales, así como sobre las representaciones de la justicia penal y el sistema penitenciario entre los presos de la Prisión preventiva de Ginebra. También fue consultora en la Organización Mundial de la Salud para la investigación sobre la peligrosidad.
Cleopatra Montandon fue profesora titular y luego profesora titular en la Facultad de Psicología y Ciencias de la Educación de la Universidad de Ginebra (1984-2002), así como profesora visitante en la Université du Québec à Montréal y Paris X. Su enseñanza se centró en la sociología de la educación y la sociología de la infancia. En este contexto, ha realizado investigaciones financiadas por la Fundación Nacional Suiza para la Ciencia (SNSF), en particular sobre la auto-socialización de los niños, sobre la violencia en la escuela y sobre la experiencia de la autonomía en los niños. Contribuyó a la introducción de campos de la sociología que no estaban muy involucrados en el idioma francés en Suiza en ese momento, como la sociología de la ciencia, la sociología de las emociones y la sociología de la infancia.

## Obras
Montandon, C. (1975). Le développement de la science à Genève aux XVIIIe et XIXe siècles. Vevey: Delta.. Prólogo de Jean Starobinski.
Montandon, C. et Crettaz, B., 1981. Paroles de gardiens, paroles de détenus. Bruits et silences de l'enfermement, Paris-Genève, Masson-Médecine et Hygiène. [présentation en ligne [archive]]
Montandon, C. et Perrenoud, Ph., 1987. Entre parents et enseignants : un dialogue impossible ? Vers l'analyse sociologique des relations entre la famille et l'école, Berne, P. Lang. (2e édition augmentée en 1994).[présentation en ligne [archive]]
Montandon, C., 1997. L'éducation du point de vue des enfants. Paris, L'Harmattan.
Articulos representativos :
Montandon, C., 1978, "Easter Island: a case of social change”. Ethnologische Zeitschrift. Zürich, 1:5-44.
Montandon, C., 1983, Problèmes éthiques de la recherche en sciences sociales", Revue suisse de sociologie, 2 :215-224.
Montandon, C. & Harding, T. W., 1984. The reliability of dangerousness assessments: a decision-making exercise", The British Journal of Psychiatry, 144:149-155.
Kellerhals J. et Montandon, C. avec P.E. Gaberel, H. McCluskey, F. Osiek et M. Sardi, 1991. Les stratégies éducatives des familles. Milieu social, dynamique familiale et éducation des pré-adolescents. Paris, Delachaux et Niestlé.
Kellerhals, J. et Montandon, C., 1991. "Cohésion familiale et styles d'éducation", L'Année sociologique, 41 :229-246.
Montandon, C., 1992, "La socialisation des émotions : un champ nouveau pour la sociologie de l'éducation", Revue française de pédagogie, no 101 :105-122. Montandon, C., 1995. "La socialisation scolaire : de l'expérience des enfants à l'analyse sociologique", Revue européenne des sciences sociales, XXXIII, 102 :95-119.
Montandon, C., 1996, "Promesses et limites de l'Explication en Sociologie. Quelques réflexions sur la pensée sociologique de Jean Piaget", Revue européenne des sciences sociales, XXXIV, 106 :113-132.
Montandon, C., 1996. "Processus de socialisation et vécu émotionnel des enfants", Revue française de sociologie, XXXVII : 263-285.
Montandon, C., 1998. "Children's perspectives on their education", Childhood, 5, 3 :247-263.
Montandon, C., 2005, "Formes sociales, formes d'éducation et figures théoriques ». In O. Maulini et C. Montandon (eds).  Les formes de l’éducation : variété et variations, Bruxelles, De Boeck. (pp. 223-244).
Montandon, C. 2006. "De l'étude de la socialisation des enfants à la sociologie de l’enfance : nécessité ou illusion épistémologique ?". In R. Sirota (ed.), Eléments pour une sociologie de l'enfance. Rennes, Presses Universitaires de Rennes.